# إلياس كانيتي
إلياس كانيتي (بالألمانية: Elias Canetti) هو روائي وكاتب مسرحي وباحث ألماني عاش من 25 يوليو 1905 إلى 14 أغسطس 1994. وحصل على جائزة نوبل للأداب سنة 1981 وحسب ما قال موقع جائزة النوبل الرسمي فقد حصل عليها: 
. كان مهتمًّا بالأدب والسياسة وعلم الاجتماع والفلسفة والعلوم. لغة الكتابة كانت اللغة الألمانية.

## حياته
ولد كانيتي في 25 يوليو سنة 1905م في مدينة روستشوك (Rustschuk)، حاليآ روسه (Ruse)، في بلغاريا، ويتحدر من عائلة إسبانية يهودية.
في سنة 1911م رحل إلياس مع عائلته إلى مانشيستر في بريطانيا. بعد وفاة والده، رحلت والدته مع أولادها إلى فيينا ثم بعد ذلك إلى زيورخ في سويسرا.
في سنة 1921م سافر إلياس بمفرده إلى فرانكفورت الألمانية وحصل على الشهادة الثانوية، وبدأ في نفس السنة دراسة الكيمياء في جامعة فيينا. وفي سنة 1929م أثم دراسته بنيله درجة الدكتوراه.
اشتغل إلياس كانيتي بعد ذلك كمترجم. وكتب بعد ذلك أول رواية له تحت عنوان الإعدام حرقا سنة 1935م. ثم الأعمال المسرحية العرس وكوميديا الأباطيل.

في سنة 1934م تزوج كانيتي بفيزا توبر كلدون (فيزا كانيتي) وغادر الزوجان فيينا ليستقرا في لندن ابتداء من سنة 1938م

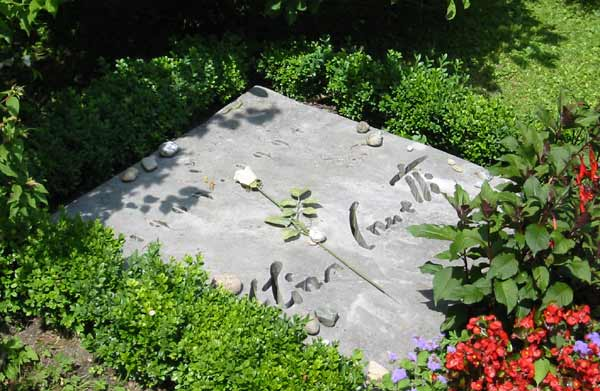
شاهد قبر كانيتي في زيورخ ، سويسرا

وفي سنة 1954م زار كانيتي مدينة مراكش المغربية، ثم ظهر كتابه أصوات مراكش لاحقًا سنة 1968م. انشغل كانيتي لفترة طويلة بكتابة دراسة أنثربولوجية مطولة أسماها الجماهير والسلطة وظهرت ككتاب عام 1960م. أضحت كتابات كانيتي بعد ذلك معروفة ولقيت إقبالاً من طرف القاريء الأوروبي.
كتب كانيتي سيرته الذاتية، مكونة من ثلاتة أجزاء، ظهر الجزء الأول منها سنة 1977م والجزء الأخير سنة 1985م.

## وفاته
بعد وفاة زوجته فيزا كانيتي عاش كانيتي متنقلاً بين لندن وزوريخ. وتوفي في 14 أغسطس سنة 1994 في زوريخ بسويسرا.

## أبرز أعماله
- مسرحية الزفاف (Hochzeit) سنة 1932م.
- رواية الإعدام حرقا (Die Blendung) سنة 1935م.
- مسرحية كوميديا الأباطيل (Die Komödie der Eitelkeit) سنة 1950م.
- مسرحية المستفيدون من التأجيل (Die Befristeten) سنة 1952م.
- أصوات مراكش، عبارة عن تحقيق ينتمي إلى أدب الرحلة (Die Stimmen von Marrakesch) سنة 1968م.
- السيرة الذاتية-3 أجزاء:
  1. قصة صبا: اللسان الناجي (Die gerettete Zunge; Geschichte einer Jugend) سنة 1977م.
  2. قصة حياة: المشغل في الأذن (Die Fackel im Ohr; Lebensgeschichte) سنة 1980م.
  3. قصة حياة: ألعاب النظر (Das Augenspiel; Lebensgeschichte) سنة 1985م.
- شذرات

## جوائز واستحقاقات
- جائزة بوشنر الأدبية في ألمانيا سنة 1972م.
- دكتوراه فخرية من جامعة ميونخ سنة 1975م.
- دكتوراه فخرية من جامعة مانشيستر سنة 1975م.
- جائزة جوتفريد كيلر سنة 1977م.
- جائزة يوهان-بيتر-هييبل سنة 1980م.
- جائزة فرانتس كافكا سنة 1981م.
- جائزة نوبل للأداب سنة 1981م.

## روابط خارجية
- إلياس كانيتي على موقع IMDb (الإنجليزية)
- إلياس كانيتي على موقع الموسوعة البريطانية (الإنجليزية)
- إلياس كانيتي على موقع مونزينجر (الألمانية)
- إلياس كانيتي على موقع ميوزك برينز (الإنجليزية)
- إلياس كانيتي على موقع إن إن دي بي (الإنجليزية)
- إلياس كانيتي على موقع ديسكوغز (الإنجليزية)
- إلياس كانيتي على موقع قاعدة بيانات الفيلم (الإنجليزية)